# جاك لجميع المهن
«جاك في جميع المهن، خبير في لا شيء» (بالإنجليزية: Jack of all trades, master of none)‏ هو مصطلح إنجليزي يستخدم للإشارة إلى شخص انخرط في العديد من المهارات بدلاً من اكتساب الخبرة من خلال التركيز على واحدة، وفي النهاية لا يعتبر بارز في أي مجال منهم، كلمة جاك Jack تعني في في بعض القواميس الإنجليزية (الرجل العادي) وهو مصطلح كان شائع في القرن السادس عشر والسابع عشر.
غالبًا من باب الاختصار يتم استخدام فقط مصطلح «جاك لجميع المهن jack of all trades» من باب مجاملة شخص جيد في إصلاح الأمور وعلاجها ولديه معرفة واسعة جيدة جدًا، ويكونون على درجة أتقان شاملة ومتكاملة، مثل هذا الفرد الذي يعرف ما يكفي من العديد من المهن والمهارات المكتسبة ليكون قادرًا على الجمع بين تخصصات الفرد بطريقة عملية. هذا الشخص يعد اختصاصي عام وليس متخصص.
على جانب أخر أحياناً ما يتم استخدام المصطلح بالشق الثاني من باب التهكم أو التقليل من شخص ما بأعتباره شخص لا يجيد أي شيء منهم.
أقرب مقابل عربي لهذا المصطلح هو المثل المشهور «صاحب الصنائع السبع لا يتقن أياً منها» ولكن هذه المثل يستخدم من باب التهكم والسخرية على الشخص المشتت الذي يتعلم كل شيء ولكنه لا يتمتع بأي خبرة في أي مجال.

## أصل المصطلح
استخدم روبرت جرين عبارة «جوهانس فاكتوتوم الشائع» في كتيبه عام 1592 غرينز غروتس-ورث أوف فيت  للإشارة باستخفاف إلى الممثل الذي تحول إلى كاتب مسرحي وهو ويليام شكسبير وكانت هذه أول مرة يتم فيها الإشارة إلى شكسبير، يعتقد بعض العلماء أن جرين كان يشير إلى يوهانس فلوريو المعروف باسم جون فلوريو حيث كان «يوهانس» هو الاسم اللاتيني لجون (جيوفاني) والاسم الذي اشتهر به فلوريو بين معاصريه،  كان مصطلح «مطلق» عبارة عن جناس للكنية التي اختارها واستخدمها فلوريو في كتابه. التوقيع (على وجه التحديد كلمة «حازم») ومصطلح "Factotum" كان تعريفًا مهينًا للسكرتير. 
في عام 1612 ظهرت النسخة الإنجليزية من العبارة في كتاب «مقالات وشخصيات سجن» للكاتب الإنجليزي جيفراي مينشول (مينشول)،  نُشر في الأصل عام 1618،  استنادًا إلى تجربة المؤلف أثناء احتجازه في Gray's Inn ، لندن، عندما كان مسجونًا بسبب الديون.

## «خبير على لا شي»
يبدو أن جملة «خبير على لا شيء» قد أُضيف لاحقًا بهدف جعل العبارة أقل مجاملة للشخص المتلقي. اليوم تصف العبارة المستخدمة في مجملها عمومًا شخصًا تكون معرفته سطحية في كل منها، بينما تغطي عددًا من المجالات. عندما يتم اختصارها ببساطة على أنها «جاك لجميع المهن»، فهي عبارة غامضة تعتمد على نية المستخدم على السياق. ومع ذلك عند إضافة «سيد لا شيء» فهذا أمر غير مبهج وأحيانًا يُضاف بدافع الدعابة. في الولايات المتحدة وكندا، تم استخدام العبارة منذ عام 1721. 
على جانب أخر يقول بعض الكتاب أن مثل هذا المقطع المزدوج هو النسخة «الأصلية» بينما ما يتم حالياً هو حذف الشق الثاني لكن لا تصبح عبارة مهينة، على الرغم من عدم وجود أمثلة معروفة لهذا السطر الثاني يعود تاريخه إلى ما قبل القرن الحادي والعشرين.    